# Velmerstot
Die (oder auch: der) Velmerstot ist der nördlichste und höchste Berg des Eggegebirges in Nordrhein-Westfalen. Sie besitzt die beiden Kuppen Preußische Velmerstot (Südkuppe; ca. 464 m ü. NHN), deren Gipfel sich im Gebiet von Steinheim-Sandebeck im Kreis Höxter erhebt, sowie die Lippische Velmerstot (⊙; Nordkuppe; 441,4 m), die im Gebiet von Horn-Bad Meinberg im Kreis Lippe liegt. Der gesamte Berg gehört zum Naturpark Teutoburger Wald/Eggegebirge. Auf der Preußischen Velmerstot steht der Eggeturm (Aussichtsturm); auf der Lippischen Velmerstot mit Heidelandschaft befinden sich zerklüftete Sandsteinfelsen.

## Name
Der Name Velmerstot entstand aus der Bezeichnung des nahen Orts Veldrom; Feldrom heißt Felder zu Drohme, und der Begriff Stot steht für Steilhang. Einer anderen Interpretation zufolge wird die Silbe „stot“ von „Stute“ abgeleitet, was darauf hinweist, dass in früheren Zeiten der lippische Graf seine Pferde hier weidete. Umstritten ist, ob es „die“ oder „der“ Velmerstot heißt. Beides hat sich eingebürgert.

## Geographie

### Lage
Die Velmerstot liegt im Norden des Eggegebirges westlich vom Zentrum des Naturparks Teutoburger Wald/Eggegebirge. Sie besteht aus der Lippischen Velmerstot (Nordkuppe; 441,4 m) und aus der Preußischen Velmerstot (Südkuppe; 464 m), deren Gipfel etwa 650 m voneinander entfernt und durch einen schmalen Gebirgskamm miteinander verbunden sind. Über diesen Kamm verläuft von Süden kommend und westlich am Gipfel der Preußischen Velmerstot (Südkuppe) vorbeilaufend die Grenze zwischen dem Kreis Lippe und dem Kreis Höxter; etwa in der Mitte zwischen Preußischer und Lippischer Velmerstot biegt die Kreisgrenze dann nach Osten ab. Früher trennte diese Grenze das Fürstentum Lippe und das Hochstift Paderborn, das seit 1803 zu Preußen gehörte. Die Velmerstot erhebt sich südlich von Horn-Bad Meinberg, südwestlich von Leopoldstal, nordwestlich von Sandebeck, nordnordwestlich von Grevenhagen und nordöstlich von Veldrom.
Das nahe Silberbachtal, das nordwestlich von Veldrom in Richtung Leopoldstal verläuft, bildet geomorphologisch betrachtet die Grenze des sich von dort nach Süden erstreckenden Eggegebirges und des von dort nordwestwärts gerichteten Teutoburger Waldes; naturräumlich zugeordnet jedoch, reicht das Egge-Gebiet noch etwas weiter in Richtung Nordwesten über das Bachtal hinaus.

### Naturräumliche Zuordnung
Die Velmerstot gehört in der naturräumlichen Haupteinheitengruppe Oberes Weserbergland (Nr. 36), in der Haupteinheit Egge-Gebiet (363) und in der Untereinheit Egge (363.1) zum Naturraum Horner Egge (363.10). Ihre Landschaft fällt nach Norden und Osten in den zur Untereinheit Östliches Egge-Vorland (363.2) gehörenden Naturraum Sandebecker Hügelland (363.21) ab, nach Südwesten in den Naturraum Altenbekener Kalkbergland (363.01), und nach Nordwesten leitet sie zum Naturraum Kohlstädter Kalkbergland (363.00) über, die beide zur Untereinheit Westliches Egge-Vorland (363.0) zählen.

## Geologie
Geologisch betrachtet ist der Berg ein Teil der östlichen Randstufe der Münsterländer Kreidemulde. Die Schichten der Unteren Kreide, die nicht nur in hiesigen Steinbrüchen offen sichtbar sind, bestehen vor allem aus Sandsteinen wie Neokom und Gault. Sie werden von Tonmineralien und Mergeln unterlagert.
Vom 19. Jahrhundert bis zum Zweiten Weltkrieg brachen Bergarbeiter die Sandsteine an den Klippen „Silberort“ unterhalb der Velmerstot in Quader. Sie dienten zum Bau des Kölner Domes, des Berliner Reichstagsgebäudes, der Brückenpfeiler der Reichsautobahnen und für Ausbesserungsarbeiten an der Lambertikirche in Münster.

## Preußische Velmerstot

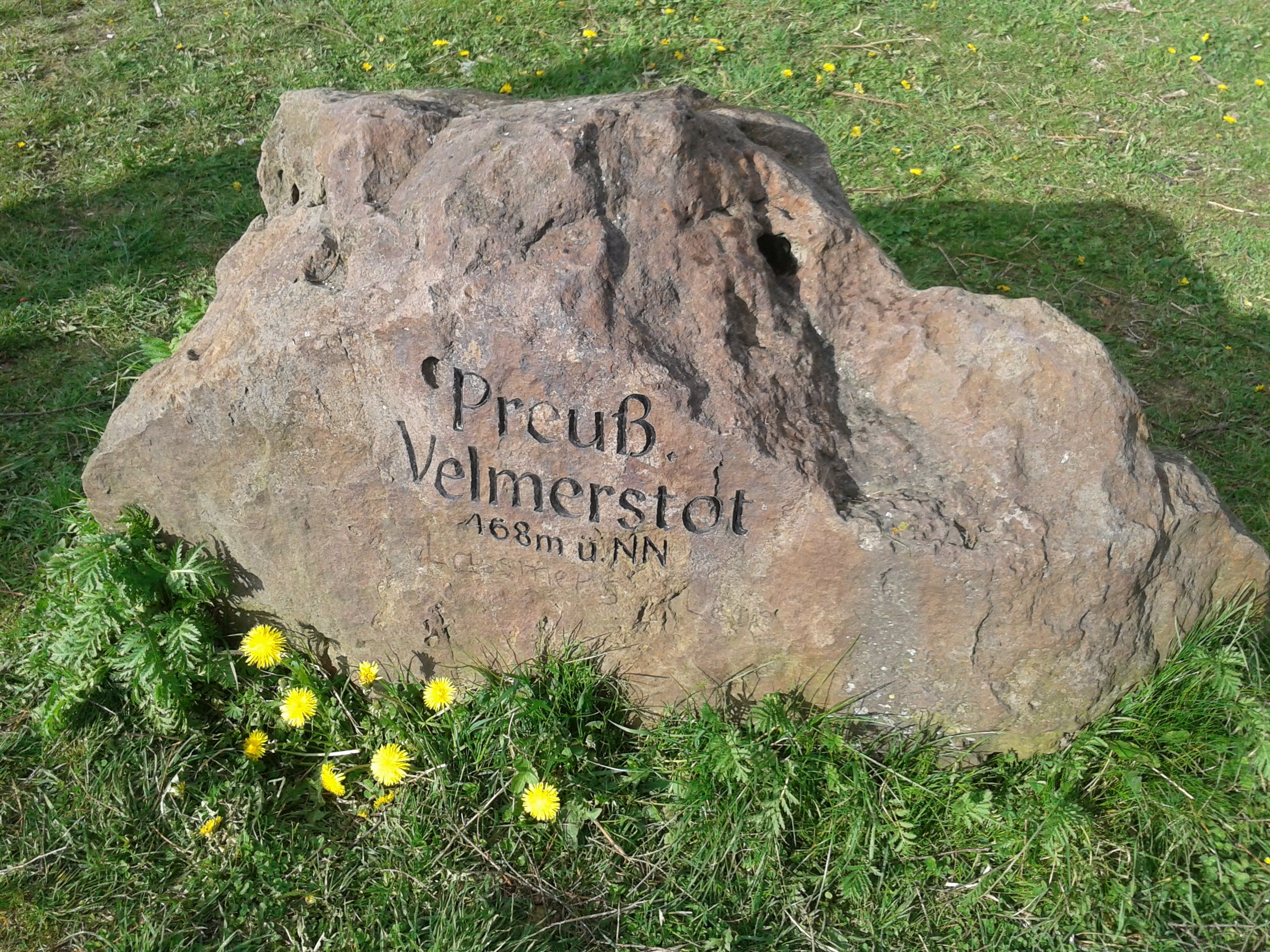
Gipfelstein auf der Preußischen Velmerstot mit Höhenangabe

Die südliche Preußische Velmerstot ist der höchste Berg des Eggegebirges. Sie liegt in Steinheim-Sandebeck und hat eine Höhe von etwa 464 m; nach anderen Quellen sowie der Inschrift des Gipfel-Markierungssteins hat sie eine Höhe von 468 m.

### NATO-Station
Seit 1964 nutzten niederländische NATO-Truppen die Preußische Velmerstot als Militärbasis. Sie erklärten das 11 ha große Gelände zur Sicherheitszone und bauten Stellungen zur Flugabwehr. Während des Kalten Krieges standen auf dem Berg eine von der NATO betriebene Radarstation und eine HAWK-Raketenstellung. Ab dem 1. April 1990 stationierten die Niederländer auf dem Berg auch Patriot-Raketen. Beim Abzug der NATO-Truppen am 1. Juli 1994 blieben breite Asphaltstraßen, Munitionsbunker, Soldatenunterkünfte und ein Funkturm zurück.
Der Bund und das Land Nordrhein-Westfalen einigten sich, das Gelände zu renaturieren. Das Forstamt Paderborn ließ 2002 und 2003 die Militäranlagen abreißen. Seit August 2003 ist der Zugang zum Gipfel für Wanderer nicht mehr auf den Eggeweg beschränkt.

### Eggeturm

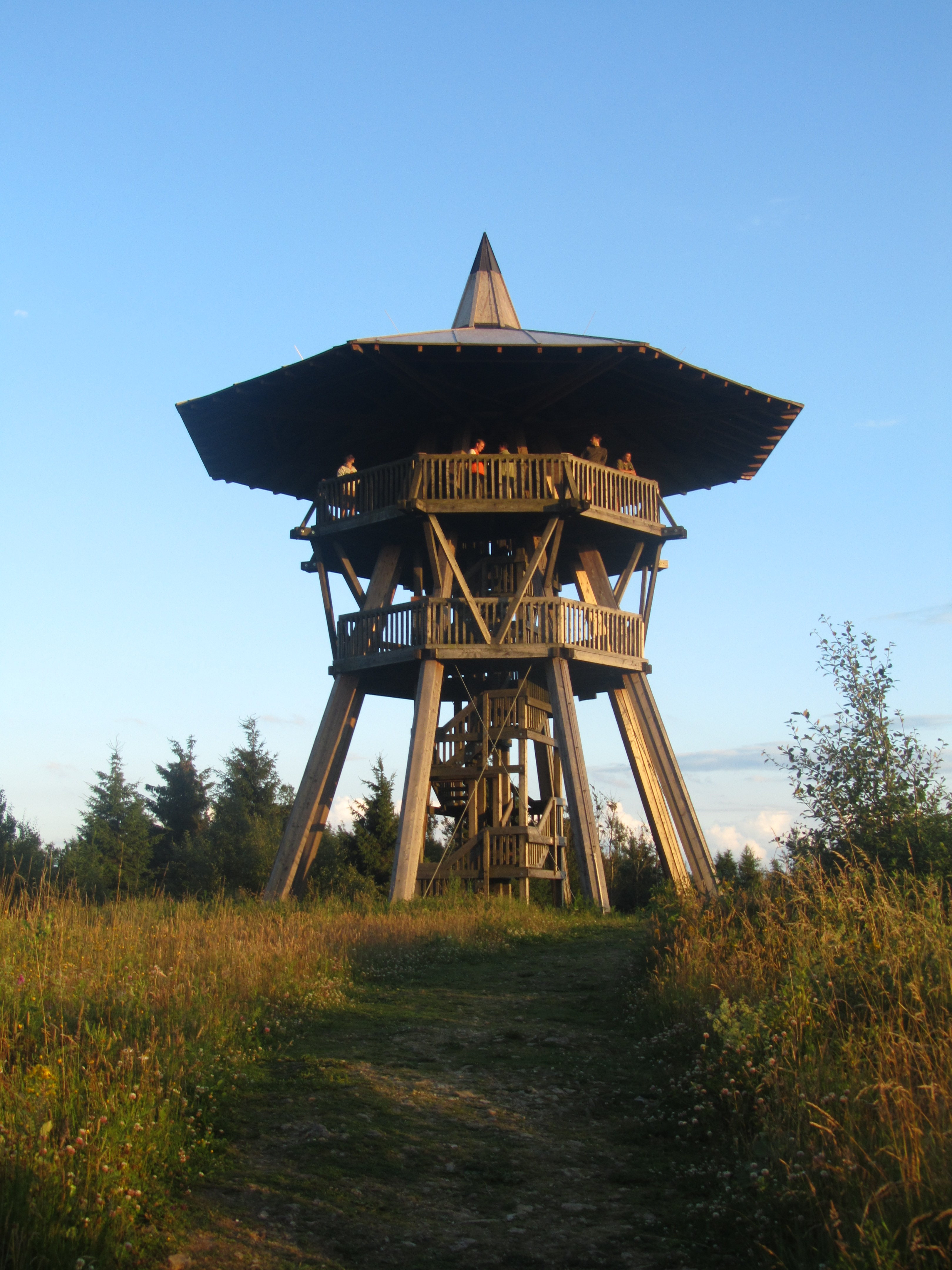
Eggeturm (Aussichtsturm)

Das Forstamt Paderborn errichtete 2003 den Eggeturm, der 2010 restauriert wurde. Die Holzkonstruktion des Aussichtsturms ist 17 m hoch, die Aussichtsplattform befindet sich auf 9,15 m Höhe.
Vom Turm schweift der Blick nach Westen über den Bauernkamp und den Eggeberg in die Senne. In Richtung Nordwesten schaut man zum Teutoburger Wald mit dem Hermannsdenkmal und nach Norden in das Lipper Bergland mit der Lemgoer Mark. Nach Nordosten blickt man über die Hohe Asch, einige Berge bei Bad Pyrmont, den Winterberg und die Heinberge bei Blomberg, die Steinheimer Börde, die Talsenke bei Schieder und über den Schwalenberger Wald, in dem auf einem Bergsporn die Burg Schwalenberg zu erkennen ist, bis ins Weserbergland. In Richtung Osten fällt der Blick vorbei am Köterberg (kahle Berghöhe mit Fernsehturm) zum Solling. Nach Südosten schaut man über den Kegel des Desenbergs und weitere Vulkanhügel zum Habichtswald, und im Süden ist das Sauerland zu erkennen.
Im November 2023 wurde der Eggeturm durch Brandstiftung schwer beschädigt und bis auf Weiteres gesperrt.
Im Juni 2025 wurde der Turm wieder eröffnet.

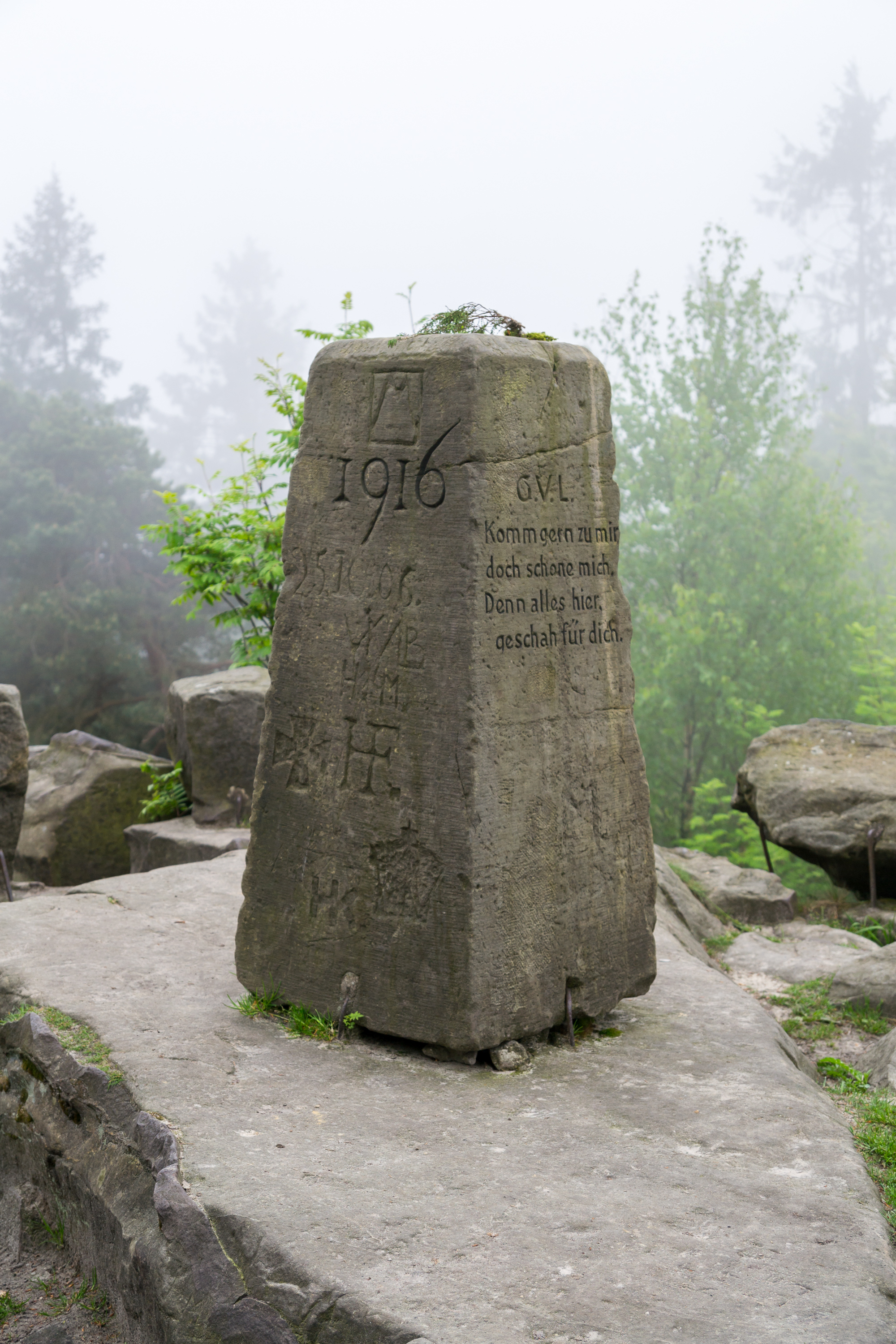
Obelisk auf dem Gipfel der Lippischen Velmerstot

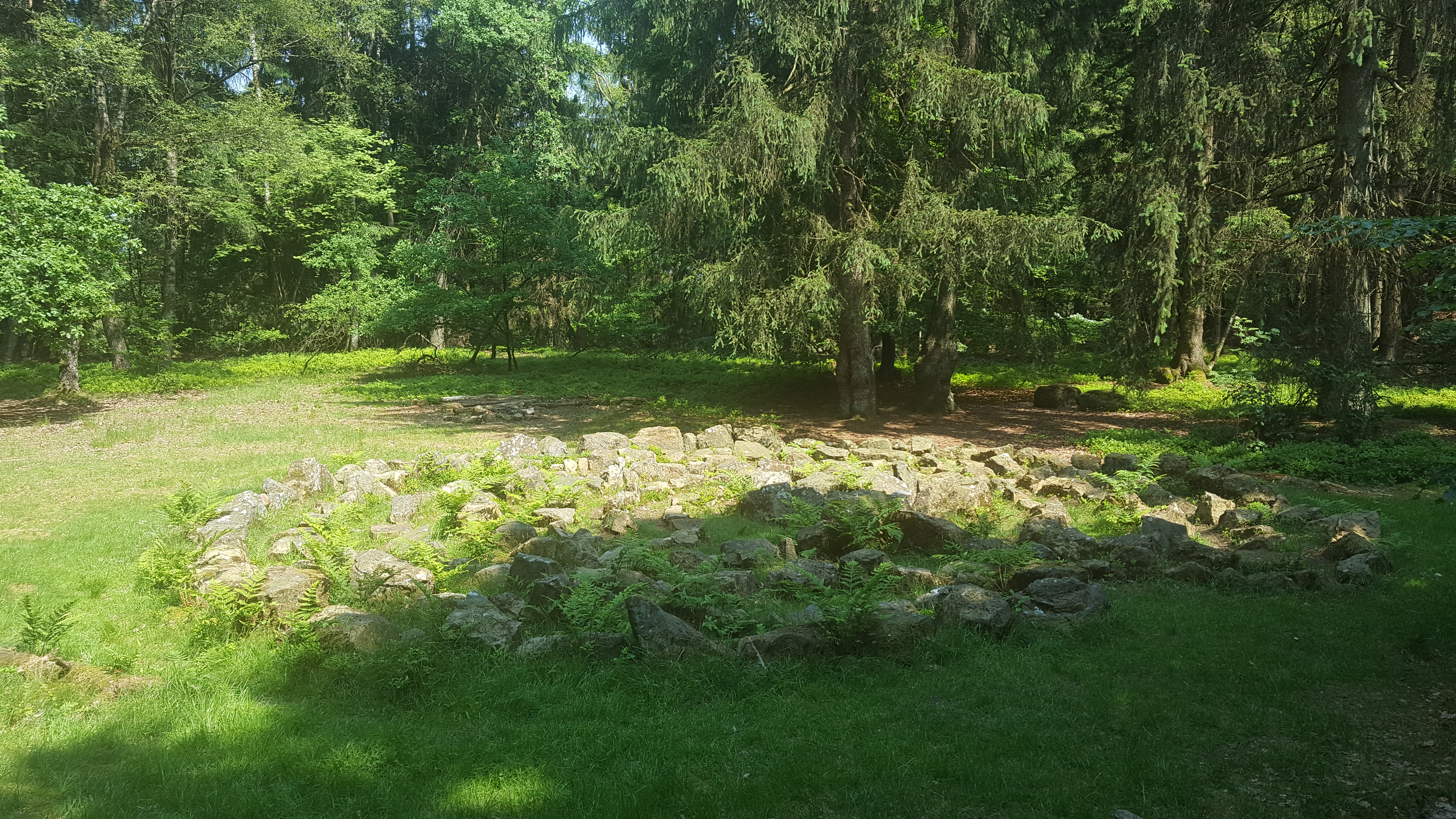
Labyrinth auf der Lippischen Velmerstot (nicht mehr zugänglich)

## Lippische Velmerstot
Die nördliche Lippische Velmerstot ist mit 441,4 m nach der Preußischen Velmerstot (ca. 464 m) und dem Feldromer Berg (ca. 448 m) sowie zusammen mit der gleich hohen Hausheide (441,4 m) der dritthöchste Gipfel des Eggegebirges und nach dem Köterberg (495,8 m), dem Feldromer Berg und dem Barnacken (446,4 m) die vierthöchste Erhebung im Kreis Lippe.
Auf ihrer Gipfelregion liegen zahlreiche Sandsteinquader frei. Von dort sind nicht nur das Hermannsdenkmal im Nordwesten, der Köterberg im Osten und das Warburger Land mit dem 343,6 m hohen Desenberg im Südosten zu sehen. Bei guter Fernsicht ist darüber hinaus auch der Fernmeldeturm Habichtswald auf dem 597,5 m hohen Essigberg bei Kassel mit bloßem Auge erkennbar. Dieser ist mit etwa 65 km einer der weitest entfernten, von der Velmerstot aus sichtbaren Berge. Im Tal liegen Silberbach und Silbermühle.
Auf dem Gipfel steht ein 1,6 m hoher Obelisk aus Sandstein, der neben der Jahreszahl „1916“ unter anderem die Inschrift „Komm gern zu mir, doch schone mich, denn alles hier geschah für dich“ trägt. Darüber hinaus bildet der Obelisk einen trigonometrischen Punkt. Während des Zweiten Weltkriegs unterhielt die Wehrmacht hier eine Station zur Flugüberwachung.
Auf der Westflanke steht oberhalb des Silberbachs das Naturfreundehaus Schnat.

## Schutzgebiete

### Überblick
Auf der Lippischen Velmerstot liegen Teile des Naturschutzgebiets (NSG) Eggeosthang mit Lippischer Velmerstot (CDDA-Nr. 162852; 1995 ausgewiesen; 1,43 km² groß). Auf der Preußischen Velmerstot befinden sich solche des NSG Egge-Nord (HX) (CDDA-Nr. 378178; 2003; 4,66 km²) im Osten und des NSG Egge-Nord (LIP) (CDDA-Nr. 378179; 2006; 2,88 km²) im Westen. Das zuerst genannte NSG ist als Fauna-Flora-Habitat-Gebiet Eggeosthang mit Lippischer Velmerstot (FFH-Nr. 4119-302; 1,43 km²) ausgewiesen und die zwei zuletzt genannten gehören zum FFH-Gebiet Egge (FFH-Nr. 4219-301; 31,29 km²). Bis auf die westlichen Hochlagen der Lippischen Velmerstot ziehen sich Teile des Landschaftsschutzgebiets Egge-Gebiet und Lipper Bergland mit Bielefelder Osning, Paderborner Hochfläche und Hellwegbörden (CDDA-Nr. 555549741; 81,83 km²), die partiell auch auf den unteren Bereichen der Preußischen Velmerstot liegen oder an diese stoßen.

### Naturschutzgebiet Eggeosthang mit Lippischer Velmerstot
Auf der Lippischen Velmerstot und dem angrenzenden Eggeosthang liegt das Naturschutzgebiet Eggeosthang mit Lippischer Velmerstot. Es umfasst einen Teil der Waldlandschaft des Eggegebirges und des Silberbachtals.
Als schutzwürdig gelten die trockenen Heidegebiete auf dem Bergrücken und die Silikatfelsen, die von Vegetation durchbrochen sind. Besondere Tiere sind Haselhuhn, Uhu, Schwarzspecht, Grauspecht und Schwarzstorch. Ferner sollen Erlen-, Eschen- und Buchenwälder  als schutzwürdige Lebensraumtypen geschützt werden.
Auf der Gipfelregion der Lippischen Velmerstot wächst Hochheide, die von Gehölzen durchsetzt ist. Der Hang ist mit Blocksteinfeldern durchsetzt und mit Hainsimsen-Buchenwäldern bestanden. Es gibt Sickerquellen, die in Rinnen und Kerbtälern talwärts ziehen und von Erlen und Eschen gesäumt sind. Der Buchenwald ist für den Gebirgszug so landschaftstypisch wie Quellbäche, Felsen und Blockhalden. Die Bergheidefläche ist ein Relikt früherer großflächiger, baumfreier Hochheiden auf der Egge.

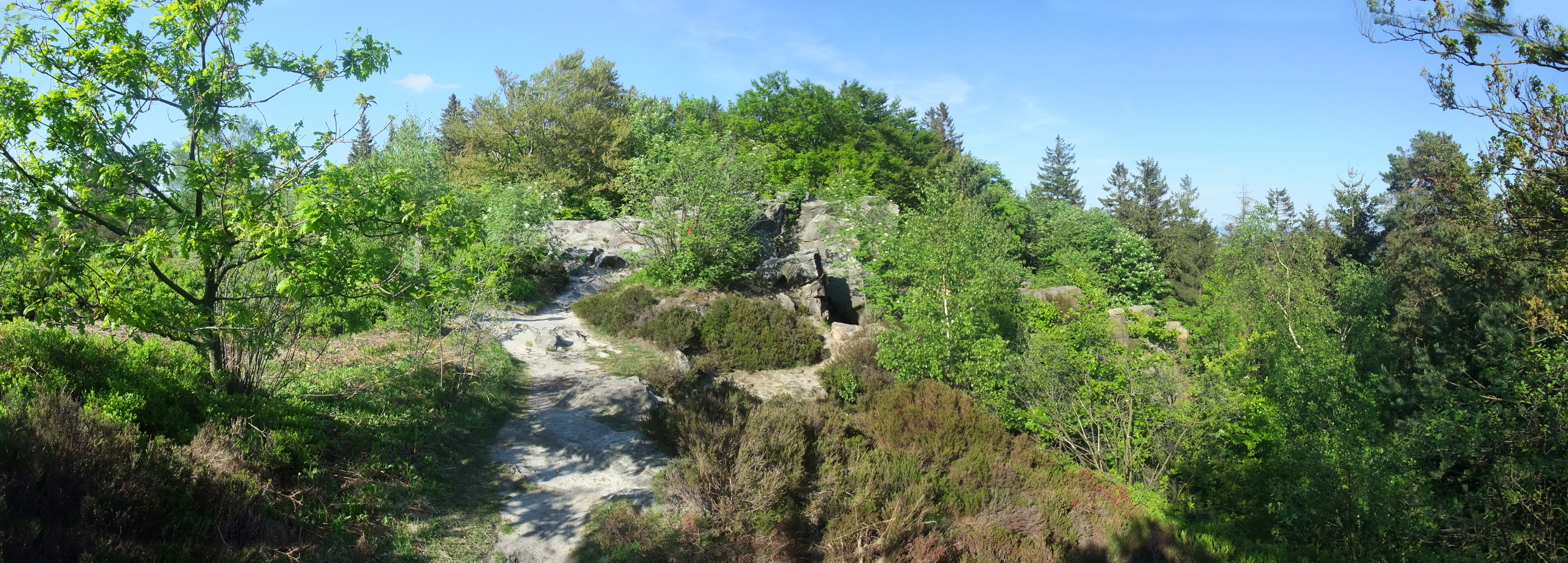
Blick auf die Lippische Velmerstot

Flächengleich zum Naturschutzgebiet wurde 2005 das FFH-Gebiet Eggeosthang mit Lippischer Velmerstot ausgewiesen; es ist als Natura 2000-Nr. DE-4119-302 Bestandteil des europäischen Schutzgebietsnetzes Natura 2000 (als Special area of conservation, SAC).

## Wetterstation
Von 1988 bis 1998 bestand nahe der Velmerstot eine Depositionsmessstation, an der der Schadstoffgehalt der Luft gemessen wurde. Die gut fünfzehn Meter hohe Stahlkonstruktion lag auf gut 420 m an einem westexponierten Hang der Egge im Luv zur Westfälischen Bucht.

## Sehenswürdigkeiten
Unweit der Velmerstot befinden sich diese Sehenswürdigkeiten und geographischen Ziele:
| - Silberbachtal - Eggeweg - Externsteine | - Ruine Falkenburg - Fürstenallee - Passhöhe Gauseköte | - Hermannsdenkmal - Hermannsweg - Opfersteine im Leistruper Wald |  |

## Film
Im Spielfilm „Die Hermannschlacht“ kommt eine fiktive Begegnung der Dichter Heinrich von Kleist und Christian Dietrich Grabbe auf der Velmerstot vor.